# Революционный союз (Перу)
Революционный союз (исп. Unión Revolucionaria) — бывшая фашистская политическая партия Перу. Партия была основана в 1931 году президентом военной хунты Луисом Мигелем Санчесом Серро и в том же году стала правящей партией страны. Участвовала в выборах с 1931 по 1945 годы.
В 1933 году после убийства Серро партию возглавил Луис А. Флорес, который искал массовую поддержку партии под лозунгами национализма и фашизма. Он основал военизированное крыло партии по подобию итальянских чернорубашечников. После поражения Германии и Италии во Второй мировой войне поддержка фашистской идеологии сильно упала и партия пришла в упадок. Прекратила своё существование в конце 1960-х годов.